# Stanisław Kruszewski (żołnierz)

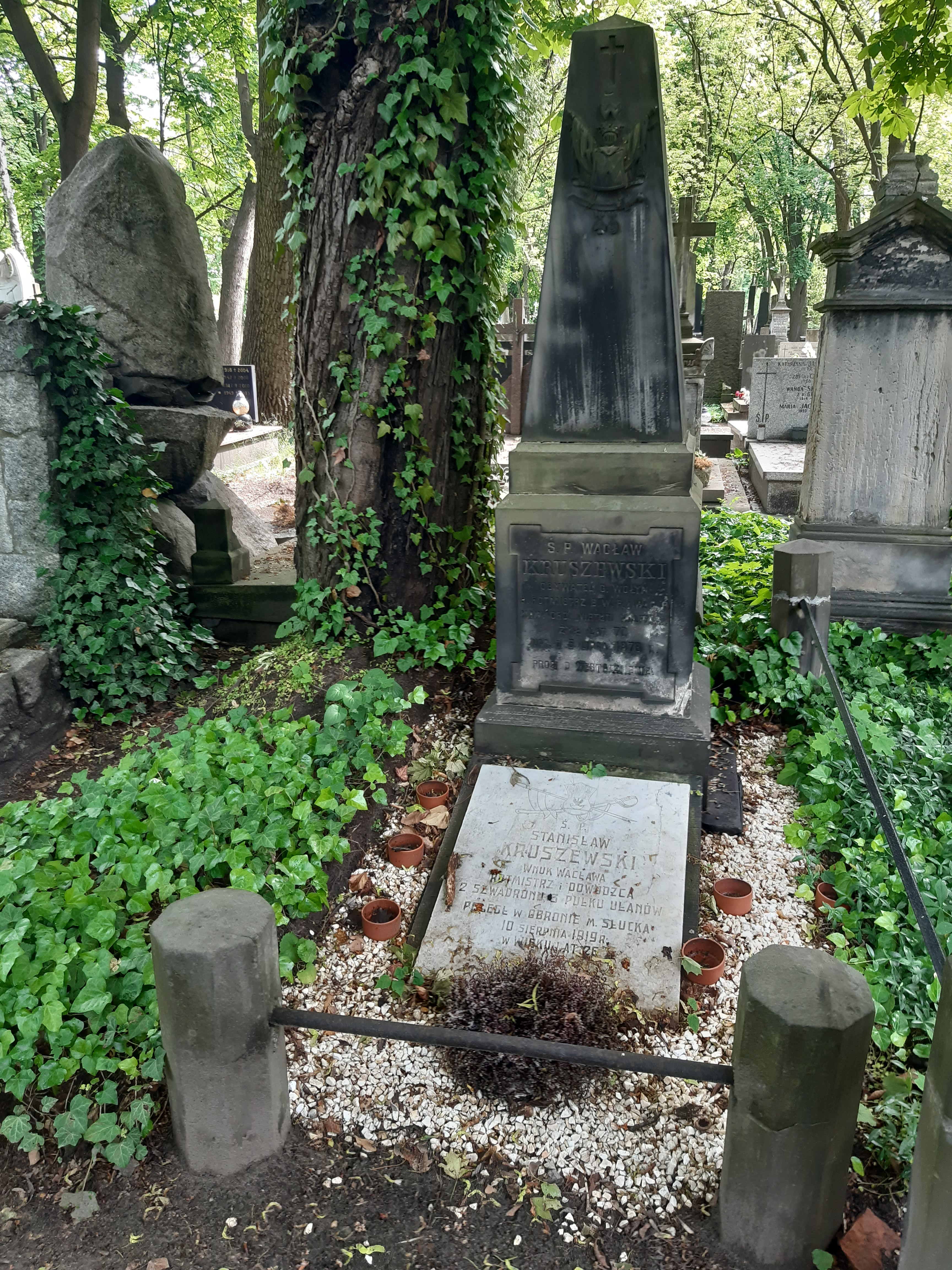
Grób Stanisława Kruszewskiego na cmentarzu Powązkowskim

Stanisław Kruszewski (ur. 22 października 1893 w Mariińskim Posadzie, zm. 10 sierpnia 1919 w Słucku) – rotmistrz Wojska Polskiego, kawaler Orderu Virtuti Militari.

## Życiorys
Urodził się 22 października 1893 w Mariinskim Posadzie, w rodzinie Klemensa (1858–1945), inżyniera leśnika, i Kazimiery z Ostromęckich (1866-1933). Był młodszym bratem Mieczysława (1889–1940), majora saperów Wojska Polskiego, szefa Fortyfikacji Wybrzeża Morskiego. Naukę pobierał w Symbirsku, Warszawie i Kazaniu, następnie studiował w Kijowie, ukończył Twerską Szkołę Kawalerii. W lutym 1915 roku został wcielony do armii rosyjskiej. Od grudnia 1917 roku służył w I Korpusie Polskim, w którym wcielony został do 3 pułku ułanów. 
Uczestniczył w rozbrajaniu Niemców w Warszawie, a w późniejszym okresie objął dowodzenie nad 2 szwadronem 3 pułku ułanów. 22 maja 1919 został ranny pod wsią Nienatowo, w trakcie walk o Łuniniec. Poległ 10 sierpnia 1919 roku podczas walk o Słuck, gdy na czele swego szwadronu, wspomaganego I batalionem 35 pułku piechoty, wdarł się po brawurowym ataku do tego silnie bronionego miasteczka. Pochowany na cmentarzu Powązkowskim w Warszawie (kwatera 68-4-28). Stanisław Kruszewski nie założył rodziny.
15 lipca 1920 został pośmiertnie zatwierdzony z dniem 1 kwietnia 1920 w stopniu majora, w kawalerii, w grupie oficerów byłych Korpusów Wschodnich i byłej armii rosyjskiej.

## Ordery i odznaczenia
- Krzyż Srebrny Orderu Virtuti Militari nr 4379 pośmiertnie[8][9][10]
- Krzyż Walecznych[2] pośmiertnie[11]